# Jean-Jacques Guyon
Pour les articles homonymes, voir Guyon.
Jean-Jacques Guyon est un cavalier français né le 21 décembre 1932 à Paris et mort le 20 décembre 2017 à Fontainebleau concourant dans les épreuves de concours complet.

## Biographie
Militaire de carrière, Jean-Jacques Guyon fut membre de l'équipe de France de concours complet et récolta la médaille d'or lors des Jeux olympiques d'été de 1968 à Mexico. 
Né à Paris en 1932, il vivra toute son enfance à Poitiers. Sa passion pour le cheval remonte à ses vacances à Paris pendant lesquelles il montait au manège Dassonville, dernier manège parisien entre la place de l’Étoile et la place Victor Hugo que possédait son oncle M. Vivenot. Après son service militaire en 1951, il décide de rester dans l’armée et rejoint le Cadre noir de Saumur en 1954. En 1964, il sera Maitre de Manège Instructeur à Saint-Cyr-Coëtquidan où il rencontrera son cheval olympique Pitou. En 1966, l’homme et le cheval rejoignent le Centre Équestre National des Sports de Fontainebleau pour la préparation des Jeux Olympiques de 1968 à Mexico où il remporte la médaille d’or individuelle en Concours complet (performance non égalée par un Français à ce jour). Il sera le porte-drapeau de la cérémonie de clôture. Membre du Comité Directeur de la Fédération Française Équestre de 1969 à 1992, Directeur technique des villages équestres du Club Méditerranée pendant 12 ans jusqu’en 1987, commissaire aux courses, membre de jurys nationaux et internationaux. Il meurt le 20 décembre 2017 à Fontainebleau où il aura vécu pendant plus de 40 ans.

## Palmarès

### Jeux olympiques
- Médaille d'or en concours complet individuel, avec Pitou, en 1968.

### Championnats d'Europe
- Médaille de bronze en concours complet par équipe en 1967.

### Championnats de France
- Champion de France de concours complet avec Mon Clos en 1965[3].